# Koszmosz–1375
A Koszmosz–1375 (oroszul: Космос–1375) szovjet DSZ–P1–M típusú célműhold.

## Küldetés
Kijelölt pályán mozogva imitálta egy ballisztikus rakéta támadását, ezzel segítve a rádiólokátoros felderítést. Biztosította a légvédelem szerves egységeinek (irányítás, riasztás, imitált elfogás, gyakorló megsemmisítés) összehangolt működését. Hosszabb tárolási idő utáni tesztrepülés.

## Jellemzői
Az ISZ típusú elfogó vadászműholdak teszteléséhez a dnyipropetrovszki OKB–586 (Juzsnoje) tervezőirodában kifejlesztett műhold.
1982. június 6-án a Pleszeck űrrepülőtérről, a 132/2 sz. indítóállásából egy Koszmosz–3M (11K65M) típusú hordozórakétával juttatták alacsony Föld körüli pályára. Keringési ideje 105 perces, a pályasík 65,8 fokos hajlásszögű, az elliptikus pálya perigeuma 986 km, apogeuma 1003 km volt.
A második generációs ASAT űregységek tesztműholdja. Teljes vizsgálati tesztsorozat végrehajtása az 1978-as ABM szerződés aláírásáig. Könnyű célobjektum, kisebb hordozórakéta, gazdaságosabb üzemeltetés, manőverező képesség. Formája hengeres, hasznos tömege 650 kilogramm.
1982. június 18-án az indított Koszmosz–1379-es vadászműhold több manőver és önrávezetés (optikai és radar) után sem tudta 1 kilométeres, megsemmisítő közelségbe megközelíteni.